# MyEarthDream
MyEarthDream è il sesto album in studio del gruppo musicale austriaco Edenbridge, pubblicato nel 2008.

## Tracce
Testi e musiche di Arne "Lanvall" Stockhammer.
1. The Force Within – 1:05
2. Shadowplay (feat. Karl Groom) – 5:25
3. Paramount – 4:24
4. Undying Devotion – 4:38
5. Adamantine – 6:15
6. Whale Rider – 4:13
7. Remember Me – 3:38
8. Fallen from Grace – 4:46
9. Place of Higher Power – 5:09
10. MyEarthDream Suite for Guitar and Orchestra (digipack bonus track) – 6:47
11. MyEarthDream – 12:37

## Formazione
Gruppo
- Sabine Edelsbacher - voce
- Arne "Lanvall" Stockhammer - chitarra, tastiera, piano, bouzouki, pipa
- Frank Bindig - basso, growls

Ospiti
- Sebastian Lanser - batteria
- Robby Valentine - cori
- Dennis Ward - cori
- Karl Groom - chitarra (in Shadowplay)
- Czech Film Orchestra - orchestra diretta da Jaroslav Brych